# Buffalo City (Wisconsin)
Buffalo City é uma cidade localizada no estado norte-americano de Wisconsin, no Condado de Buffalo.

## Demografia
Segundo o censo norte-americano de 2000, a sua população era de 1040 habitantes. 
Em 2006, foi estimada uma população de 1033, um decréscimo de 7 (-0.7%).

## Geografia
De acordo com o United States Census Bureau tem uma área de 
15,6 km², dos quais 5,5 km² cobertos por terra e 10,1 km² cobertos por água.

## Localidades na vizinhança
O diagrama seguinte representa as localidades num raio de 16 km ao redor de Buffalo City. 